# Half Pint
Half Pint (de son vrai nom Lindon Roberts) est un chanteur jamaïcain de reggae et de dancehall.

## Biographie
Né dans l'enclave de Rose Lane à Kingston, il est surnommé Half Pint par le père d´un ami de sa mère. Son premier single Sally sort en 1983, suivi par Winsome (n°1 en Jamaïque, repris en 1986  par les Rolling Stones, sur l'album Dirty Work, sous le titre Too Rude) et par son plus grand succès Victory. En 1985, le label Powerhouse publie le hit Greetings, devenu depuis un standard du reggae. Mr. Landlord, Level the Vibes et Substitute Lover sont également des succès.
Half Pint travaille également souvent comme invité sur des albums d'autres artistes, tels que les Long Beach Dub Allstars ou  Lucky Boys Confusion.

## Discographie
- 1984 - In Fine Style
- 1984 - Money Man Skank
- 1984 - One In A Million
- 1985 - Greetings

- 1986 - Joint Favourites (Half Pint & Michael Palmer)
- 1990 - One Big Family

- 2008 - No Stress Express